# Scinax angrensis
Scinax angrensis és una espècie de granota de la família dels hílids. Es troba al sud-est del Brasil, des de Mangaratiba, a l'Estat de Rio de Janeiro, fins Picinguaba, a l'Estat de São Paulo. Viu fins a uns 800 metres d'altitud. És una espècie molt comuna, encara que les seves poblacions estan en descens.
Habita boscos primaris i també es pot trobar en boscos secundaris. Es reprodueix en corrents permanents i en basses artificials tot i que no es coneix en hàbitats humans.